# INES
iNES este o companie furnizoare de internet, telefonie și servicii IPTV (televiziune prin internet) din România.
iNES Group, ca operator de telecomunicații din București, oferă servicii business: acces dedicat prin fibră optică, IP/VPN, telefonie fixă, Data Center (colocare, servere dedicate).
Pentru clienții din segmentul rezidențial, iNES oferă televiziune digitală prin fibră optică, inclusiv transmisie de canale HD.
În noiembrie 2009, iNES a achiziționat pentru suma de 1,5 milioane euro, compania DigiSign, furnizor de certificate digitale și servicii adiționale.
Cifra de afaceri:
- 2007: 0,1 milioane euro[2]
- 2000: 0,8 milioane dolari[3]